# 科羅拉多州國民警衛隊
科羅拉多州國民警衛隊（英語：Colorado National Guard），由科羅拉多州陸軍國民警衛隊和科羅拉多州空軍國民警衛隊組成，構成科羅拉多州對美國國民警衛隊的組成部分。科羅拉多國民警衛隊成立於1860年，隸屬於科羅拉多軍事和退伍軍人事務部。 

## 歷史

### 形成及內戰
1860 年 1 月 23 日，杰斐逊领地的立法机关授权成立两个武装连：杰斐逊游骑兵队和丹佛卫队，部分目的是为了在被称为“丹佛”的地方打击“Bummers”——一群火鸡小偷。城市土耳其战争。” 此后不久解散，科罗拉多领土民兵以“科罗拉多志愿者”的名义成立。科罗拉多州士兵在联盟一方参加了美国内战。  1862 年 2 月，在前卫理公会部长约翰·奇文顿上校的领导下，科罗拉多州第 1和第 2 步兵团与新墨西哥州志愿步兵和联邦骑兵第 2 团一起在格洛列塔山口战役中战胜了德克萨斯部队。 1862 年 11 月，第一科罗拉多骑兵团成立。

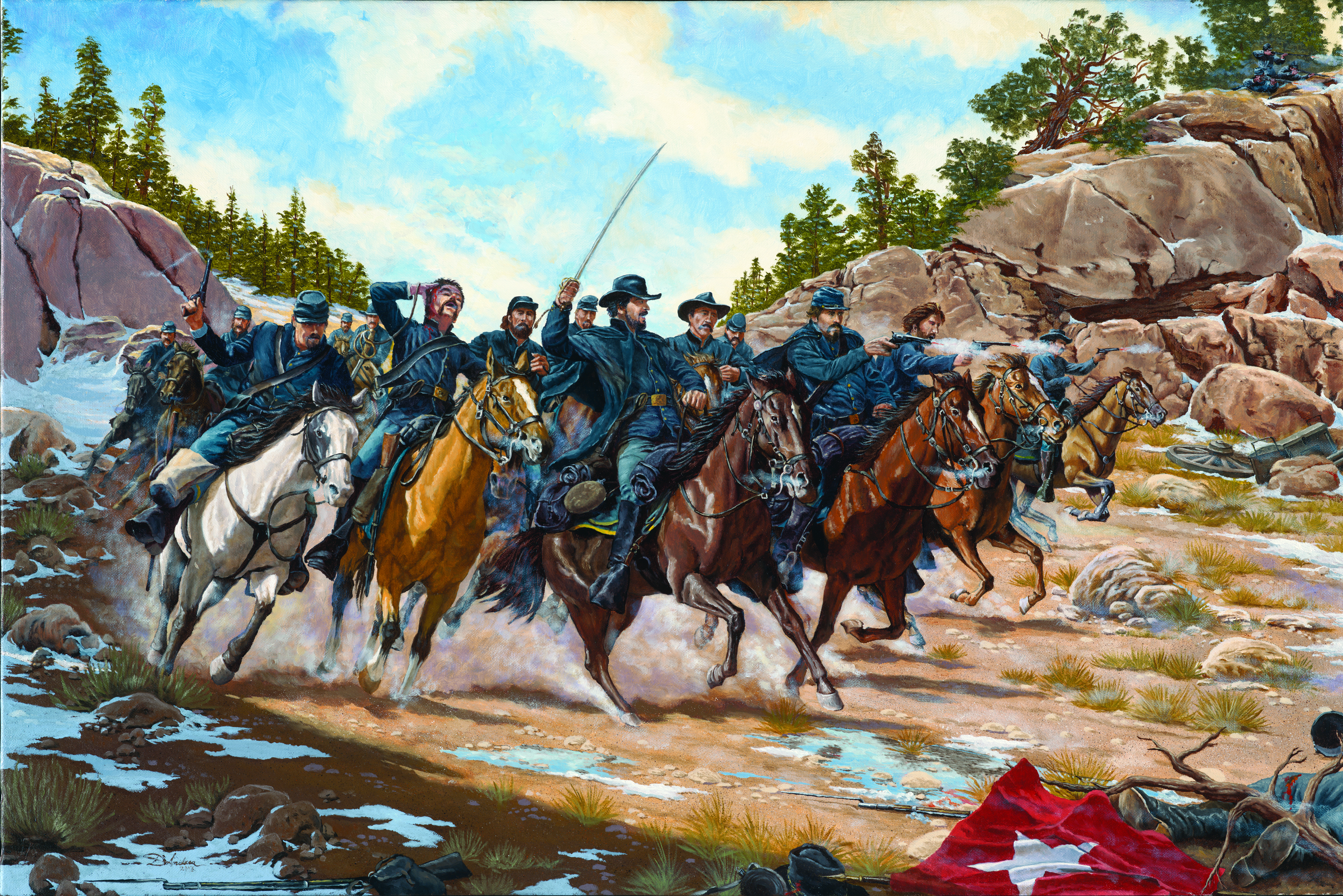
格洛列塔山口战役中的联邦骑兵，科罗拉多领土军队在新墨西哥州击败了同盟军。

继亨盖特大屠杀杀死了一家四口（包括两个三岁以下的孩子）之后，州长约翰·埃文斯（John Evans）於 1864 年 8 月授权成立第3 科罗拉多骑兵团，以防御美洲原住民。由 Chivington 领导的第 1 和第 3 科罗拉多骑兵队在现在被称为沙溪大屠杀的现代基奥瓦县对阿拉帕霍和夏延的营地发动了攻击。这次袭击造成至少 150 至 500 名大部分手无寸铁的美洲原住民死亡，并造成大约 30 名科罗拉多骑兵死亡，其中一些是由于友军火力造成的。 第 1 科罗拉多骑兵团的 K 连和 D 连队长塞拉斯·苏勒上尉和约瑟夫·克莱默中尉拒绝了进攻的命令。 战争行为调查联合委员会宣布，奇文顿号命令并领导了“一场卑鄙卑鄙的大屠杀，这将使遭受他残忍行为的受害者中最野蛮的人蒙羞”。 然而，由于 Chivington 和其他相关官员此前已辞职，委员会没有提出任何指控或定罪。

### 採礦罷工

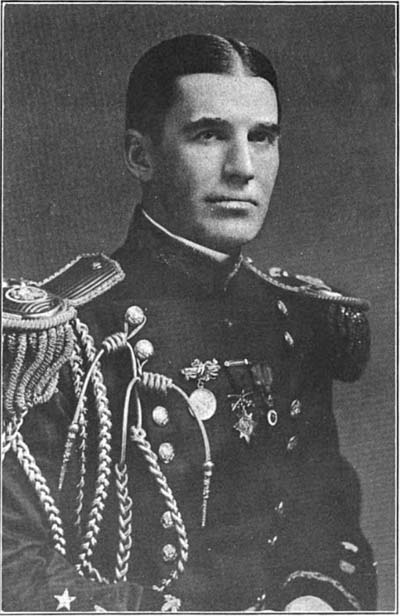
1907 年，身着制服的州副将谢尔曼·贝尔。

1876 年科罗拉多州建州后，当时的科罗拉多州民兵偶尔会被動員，参与美洲印第安人战争中的行动并应对罢工的矿工。 第 1 步兵营成立于 1879 年 2 月 8 日，并于 1881 年 12 月 29 日在丹佛组建。该单位被重新指定为第 1 科罗拉多步兵团，并在 19 世纪最后一个季度与第 2 科罗拉多步兵团合并。  :1203
1894 年 3 月，州长戴维斯·H·韦特 ( Davis H. Waite ) 下令在 TJ 塔斯尼 ( TJ Tarsney )中将领导下的 300 名州民兵镇压西部矿工联合会 (WFM)领导的跛子溪矿工罢工。尽管罢工者对地雷进行了一些炸药，但与后来在科罗拉多州的罢工相比，暴力事件規模相对较小。罢工于 1894 年 6 月结束。 
1903年的民兵法案重组了州民兵并建立了现代国民警卫队系统。同年 3 月，由 WFM 领导的不满的金银矿工在全州举行罢工，科罗拉多州劳工战争开始。不同的罢工团体遭到罢工破坏者、平克顿、鲍德温-费尔茨侦探社和民警公民联盟的反对。 在爱达荷斯普林斯，那里的罢工要求每天工作 8 小时。現在的國民警衛隊被部署來處理全州的各種暴力事件。动乱中部署了大约 1,000 名國民兵，为他们的Krag-Jørgensen步枪配备了 60,000 发0.30-40发子弹。  :62谢尔曼·贝尔副将军和约翰·蔡斯将军指挥了这支部队，尽管 1903 年 9 月 4 日建立的军区由卫队第 1 旅的爱德华·维德克伯格上校领导。 
在 1914 年 4 月 12 日軍區解散之前，國民警衛隊將執行逮捕、執行逮捕令並保護地雷免受罷工者的傷害。在此期间，州长詹姆斯·H·皮博迪授权使用致命武力制服罢工者，特别是在 Cripple Creek 附近。  :31903 年 12 月 4 日，总督宣布泰勒县处于“起义和叛乱状态”，但到 1904 年 1 月 28 日，他评估局势“迅速变化”并暂停了军事权力，但将士兵留在了该地区将近三个月。  :16–17据报道，1904 年 3 月，WFM 办公室展示了美国国旗，上面印有“被认为具有令人讨厌的性格”字样，这些字样被军队缴获并摧毁。  :19

### 科羅拉多煤田戰爭
1913 年 9 月，在数月的零星罢工和多年的采矿事故之后，美国煤矿工人联合会宣布在科罗拉多州南部各县举行总罢工，反对煤矿公司违反有关安全、薪酬和补偿的州法律。罢工特别针对位于Huerfano 、 Las Animas和Pueblo县的部分洛克菲勒拥有的科罗拉多燃料和钢铁公司 (CF&amp;I) 。在罢工宣布后，超过 10,000 名矿工被赶出科罗拉多州南部的公司拥有的城镇后，罢工者与公司支持的罢工破坏者、矿井警卫和 Baldwin-Felts 侦探雇用的当地民兵之间开始发生零星的暴力事件。   :266
现任副将军约翰·蔡斯将军受州长埃利亚斯·M·阿蒙斯的命令派遣部队前往瓦尔森堡以及科罗拉多州和南部铁路沿线的其他地点，以解除罢工者的武装并防止进一步的暴力事件。蔡斯是 1903-1904 年罢工的老兵，他赞成在与罢工者打交道时采取激进的策略。  :1411913 年 10 月 9 日，国民警卫队的一个连和四门炮乘火车抵达罢工区，以补充日益壮大的当地民兵。  :117
10 月 24 日，几名罢工者在沃尔森堡被骑兵枪杀，罢工者和民兵在拉斯阿尼马斯县的伯温德峡谷进行了枪战。民兵由国民警卫队中尉卡尔·林德费尔特领导。一名来自丹佛的国民警卫队员被罢工者杀害。  :127由机关枪支持的民兵最终将罢工者赶走。  :118国民警卫队于 10 月 28 日动员，并于次日开始实地行动，逮捕被控纵火和袭击的罢工者。 

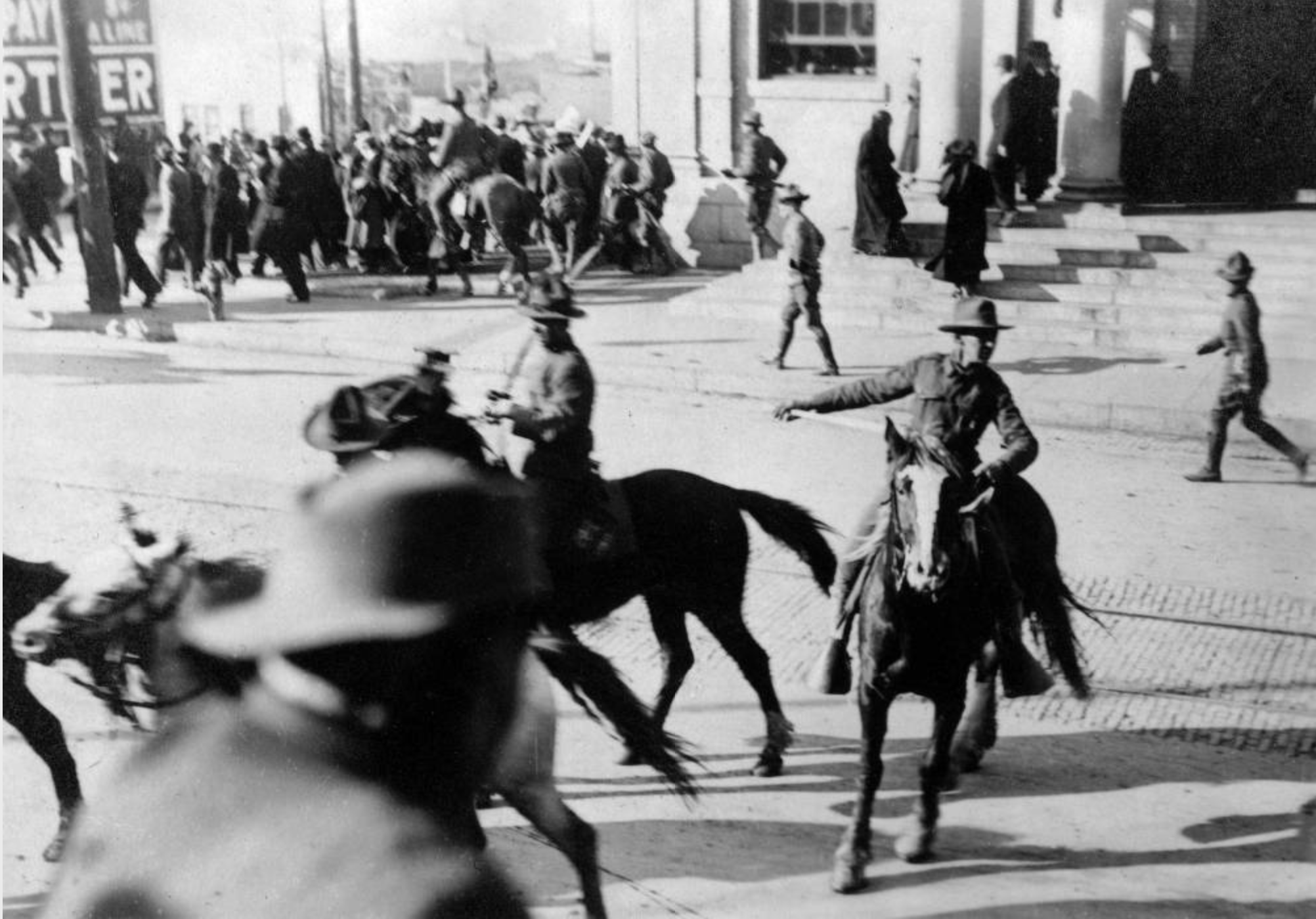
1914 年，科罗拉多国民警卫队在特立尼达驱散抗议者，要求释放琼斯妈妈。

11 月 1 日，在蔡斯将军和约翰·劳森达成协议后，国民警卫队在矿区和帐篷殖民地之间进军，以解除双方的武装。该事件的军事报告记录了罢工者的热烈欢迎，特别是在勒德洛，尽管国民警卫队据报道只收到了 20-30 件武器，包括一把玩具枪，最终遭到罢工者的嘲笑。 
1914 年 1 月，阿蒙斯和蔡斯授权在特立尼达逮捕和拘留劳工活动家琼斯妈妈。罢工者和特立尼达居民多次试图通过示威和骚乱来解放她，但都失败了。 1 月下旬，一枚未爆炸的炸弹位于几名国民警卫队士兵的营地附近，可能与这些事件有关。  在将士兵部署到该州南部六个月后，由于工会领袖路易斯·蒂卡斯和国民警卫队的安抚影响，紧张局势有所缓解——尽管 1914 年 3 月在福布斯发生谋杀案，警卫队烧毁了一个前锋帐篷殖民地倒塌——绝大多数军队于 1914 年 4 月中旬撤回丹佛的驻军以降低成本。 

#### 勒德洛大屠杀

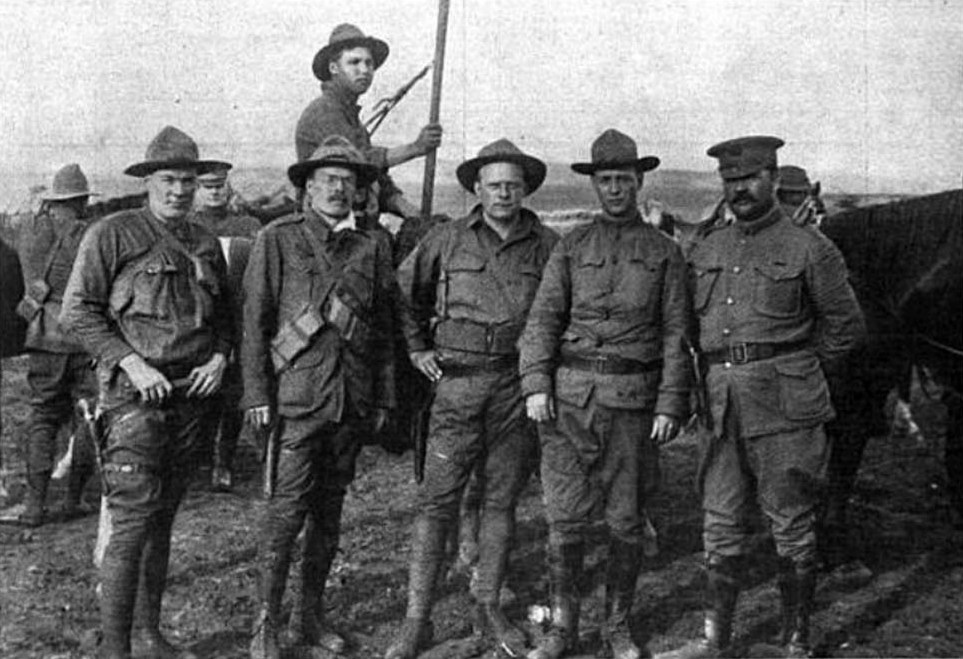
卡尔·林德费尔特中尉（中）和他的两个兄弟（左）和哈姆洛克少校（右，留着小胡子）。

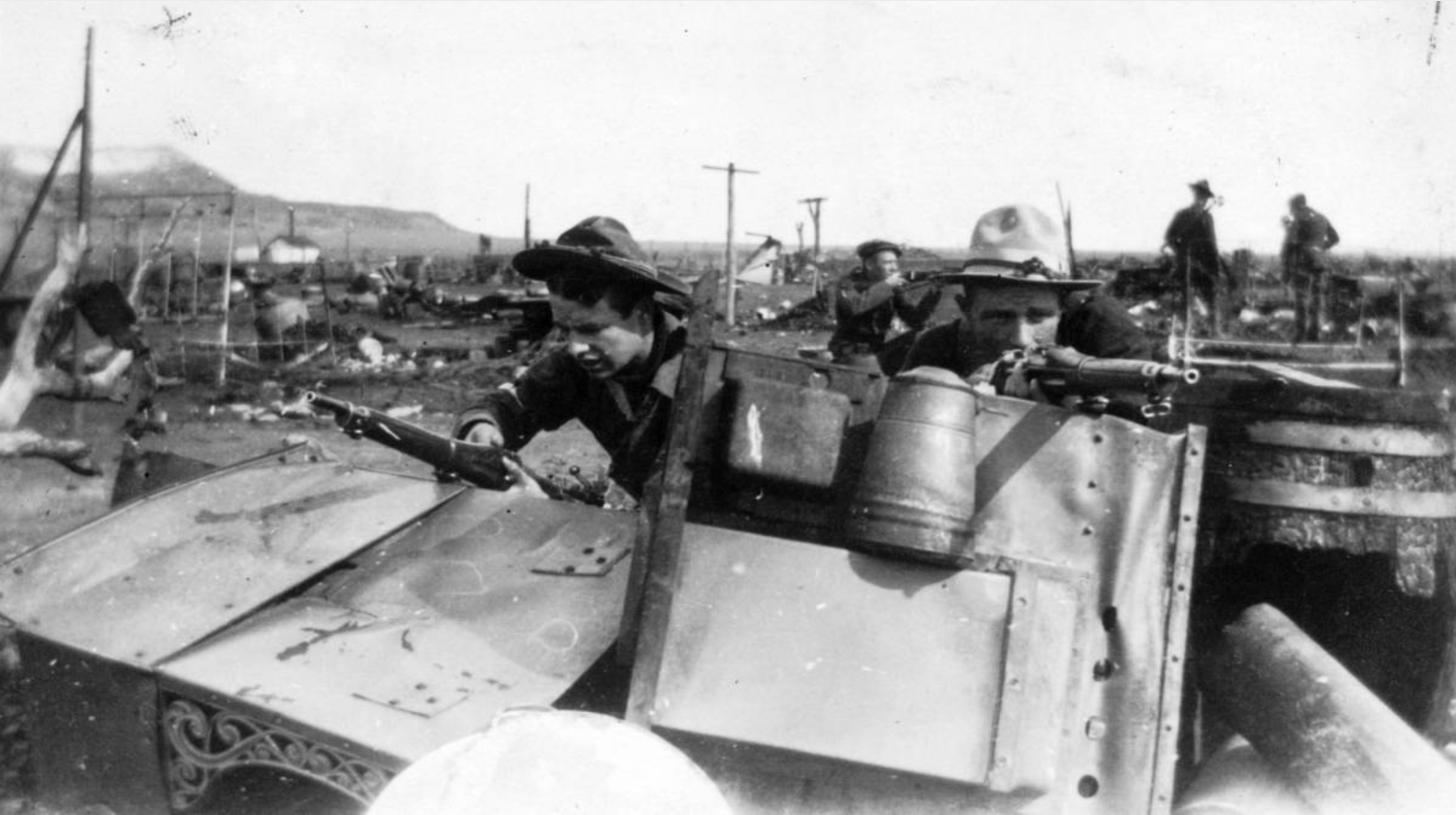
科罗拉多州国民警卫队士兵在拉德洛大屠杀期间掩护。

1914 年 4 月 20 日，剩余的 177 名科罗拉多国民警卫队部队和民兵在拉德洛帐篷殖民地进行了枪战，导致了所谓的拉德洛大屠杀。帕特里克·哈姆罗克少校和林德费尔特组织了与罢工者的战斗，这场战斗在 UMWA 一方造成约 20 人死亡，其中包括至少 11 名妇女和儿童在士兵引发的火灾中丧生，还有一名男孩被机枪子弹击中。路易斯·蒂卡斯也被杀，林德费尔特后来被发现对他的谋杀负有责任，但没有被定罪或受到军事审判的惩罚。一名国民警卫队士兵被罢工者的枪击打死。  :221
在接下来的一周里，罢工者寻求对矿业公司和国民警卫队进行报复，在全州发动了数十起致命袭击，这就是所谓的 10 日战争。蔡斯将军立即将数百名士兵调回南方以安抚罢工者。 4 月 28 日， Hildreth Frost上尉率领一小队国民警卫队在路易斯维尔的一个矿井进行了最北端的战斗。  :197同一天，一名国民警卫队军医在沃尔森堡附近的野猪交火中丧生，数人受伤。  :2064 月 29 日，在伍德罗·威尔逊总统下令联邦一级军队解除罢工者的武装并击退国民警卫队后，战斗于 4 月 29 日停止。罢工于 1914 年 12 月在没有进一步暴力的情况下结束。

### 戰間期

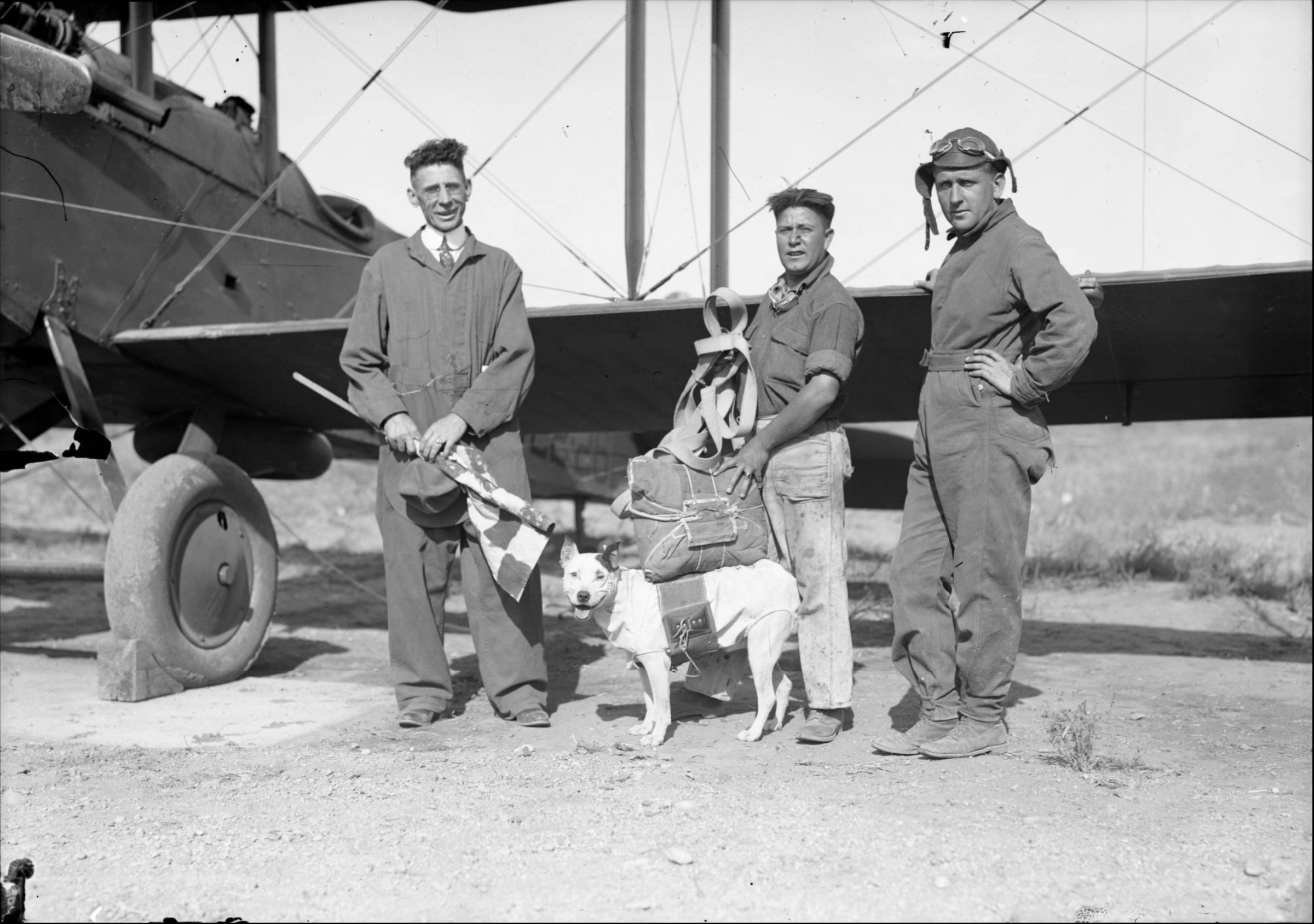
1924 年左右，洛瑞机场第 120 亚雷奥观测中队的成员和他们的吉祥物杰夫（配备降落伞）。

1916 年 6 月，在美国参与第一次世界大战之前，科罗拉多国民警卫队被部署到美墨边境，以支持潘兴将军远征墨西哥革命者潘乔维拉。部署的部队于 1917 年 2 月返回。 
1917年国民警卫队被激活部署到欧洲参加第一次世界大战后，科罗拉多州国防军首次被激活，接管了即将离任的国民警卫队的职责。  1917 年 8 月 5 日被征召入伍的第 1 步兵营于 9 月 24 日被重新指定为第 157 步兵团，成为第 40 步兵师的第 157 步兵团。 第 157 团在部署到法国期间获得了 Champagne-Marne、Aisne-Marne、St. Mihiel、Meuse-Argonne 和 Champagne 1918 的荣誉。 
在第一次世界大战后的十年中的大部分时间里，科罗拉多国民警卫队都饱受入伍人数少和资金有限的困扰。尽管如此，它还是在 1920 年 8 月召集了罢工丹佛电车公司的工人，当时警卫队的人数有限，这意味着它无法有效地驱散罢工者。  :281921 年 6 月，阿肯色河泛滥成灾，造成至少 120 人死亡——据估计有多达 1,500 人死亡——并摧毁了普韦布洛及其周边地区的数百所房屋。国民警卫队和当地的美国军团分会帮助营救和恢复受害者。  :38-29
1923 年 6 月 27 日，科罗拉多陆军国民警卫队增加了第 120 航空观察中队，这是后来成为科罗拉多空军国民警卫队的第一个单位。 第120中隊是29 个最初的国民警卫队观察中队之一，是第 45 师的一部分。 1924 年，它开始在丹佛的新洛瑞机场裝備柯蒂斯 JN-4 珍妮双翼飞机。 
作为副将，哈姆洛克命令国民警卫队和全州警察部队科罗拉多游骑兵队在 1922 年制服罢工的矿工。  国民警卫队没有出现在 1927 年 11 月的哥伦拜恩矿大屠杀中，但科罗拉多游骑兵队（当年 4 月解散并从警卫队召回以应对罢工）却在场。 
1936 年 4 月 18 日，在大萧条和沙尘暴的经济考验期间，州长埃德温·C·约翰逊 ( Edwin C. Johnson)宣布戒严，并下令对移民关闭科罗拉多州南部的边界。国民警卫队在 4 月 20 日之前派驻在边境的部队执行了这一命令。在新墨西哥州和新墨西哥州参议员丹尼斯·查韦斯和卡尔·哈奇谴责这些措施违宪，威胁要抵制科罗拉多州的企业之后，州长在仅仅十天后就取消了他的命令。 

### 第二次世界大戰
随着第二次世界大战的爆发，第 157 步兵团第 3 营隶属于第 45 步兵师“雷鸟” ，主要由科罗拉多人、美洲原住民和墨西哥裔美国人组成，但也包括来自密西西比州和俄克拉荷马州的许多部队。  它部署到二战的欧洲战区，于 1943 年 7 月 10 日首次參與戰鬥，当时作为入侵西西里岛的一部分登陸，27 人死于溺水。该部队于 9 月 10 日在雪崩行动的第二天降落在萨勒诺。 1944 年 8 月 15 日，作为龙骑兵行动的一部分再次登陆，现在在法国南部，该部队向东推进。  1945 年 4 月 29 日，第 3 营奉命保卫达豪集中营。到达营地并目睹在那里发生的大屠杀罪行的后果后，愤怒的部队成员杀死了 35 名以上的党卫军营地警卫和工人作为报复。  
第 157 步兵团的其他成员参加了太平洋战区对抗日军。 2008 年组建的第 157 团第 1 营通过这些部队追溯其血统，这些部队在新几内亚和吕宋岛战役期间作战，在后者期间服役，使该部队有权获得菲律宾总统部队奖状流光。 
戈尔登附近的乔治韦斯特营建于 1903 年，作为科罗拉多国民警卫队的训练设施，在战争期间被用作步枪靶场。炮兵训练在附近的绿山进行。 

### 冷战和二十世纪后期
在 1950-1953 年朝鲜战争期间，没有将科罗拉多国民警卫队的任何人员部署到战区，尽管其他州的国民警卫队在战区担任战斗和支援角色。 
在越南战争期间，部署了約900名科罗拉多空军国民警卫队。这些人中的大多数于 1968 年抵达，并在 1969 年 3 月 27 日之前服現役了 15 个月。在部署的科罗拉多空军国民警卫队中，有 250 人驻扎在南越潘朗空军基地。两名飞行员在 1969 年坠机后没有返回，分別為：克莱德·塞勒 (Clyde Seiler) 少校在执行战斗任务时，他的F-100被地面火力击落而丧生，情报官佩里杰斐逊上尉（死后晋升为少校）在一次偵察飞行中失踪。杰斐逊的遗体于 2007 年被找回。科罗拉多州国民警卫队飞行员为越戰贡献了 9,000 小时的战斗时间和 18,000 枚投掷弹药。 
继 1998 年 5 月 28 日科尔特斯警官 Dale Claxton 被三名枪手击毙和两名同事受伤后，科罗拉多国民警卫队协助了 500 多人、17 架直升机的搜捕行动，搜捕行动遍布峡谷和铀矿。四角地区。  所有三名罪犯的尸体都将在该地区被发现，Jason McVean 最后一次被发现是在 9 年后的 2007 年在犹他州东南部。 

### 二十一世纪

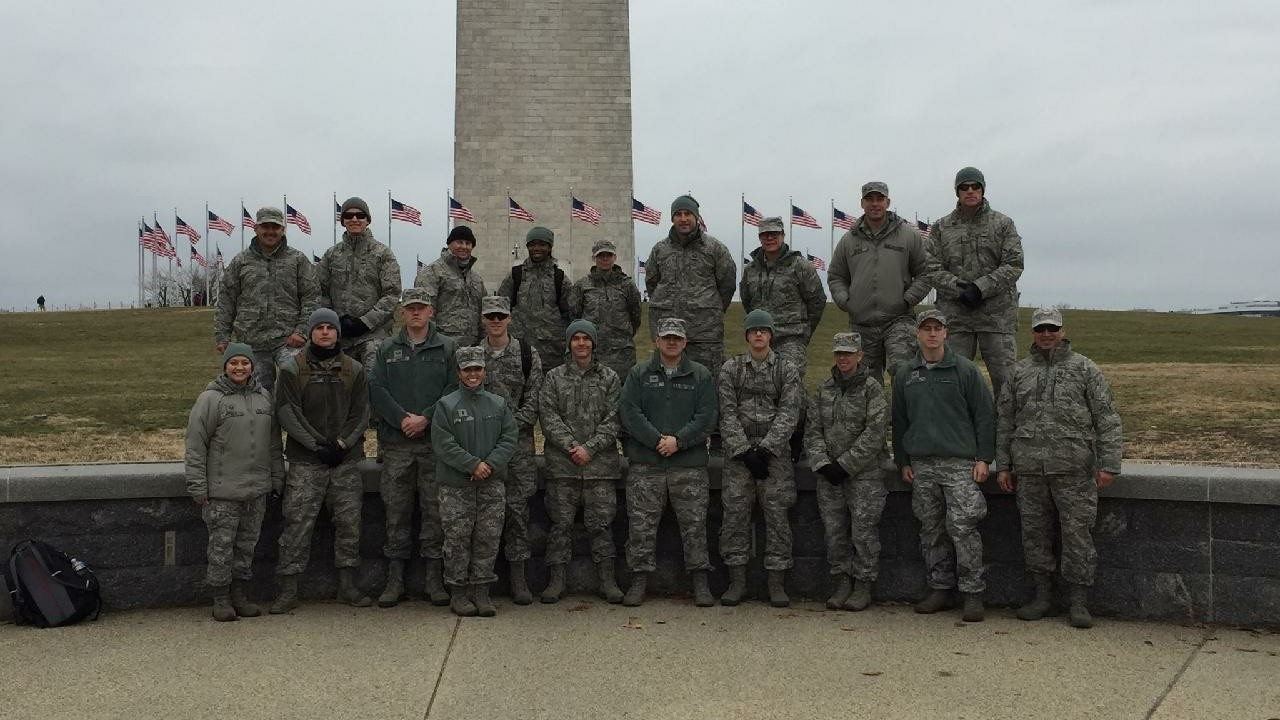
1 月 6 日美国国会大厦遭到袭击后，州长贾里德·波利斯下令至少 230 名科罗拉多国民警卫队士兵部署到华盛顿特区，以帮助保护2021 年总统就职典礼。

二战期间，著名的第 10 山地师驻扎在莱德维尔郊外的黑尔营并接受训练。战争结束后，该部队于 1945 年在卡森营复员。它于 1948 年在堪萨斯州莱利堡重新启用，然后于 1954 年移至德国维尔茨堡，并在佐治亚州本宁堡再次停用。它于 1985 年在纽约鼓堡外更永久地重新启用。部分为了重建第 10 山地师与科罗拉多州的关系，2016 年科罗拉多陆军国民警卫队第 157 步兵团（山地）第 1 营划归第 10 山地师，使 1-157 成为仅有的三个山地步兵营之一在军队。 尽管重新引入了一个步兵单位，但历史悠久的科罗拉多步兵的血统仍然延续到第 157 野战炮兵第 3 营。 
在科罗拉多州发生COVID-19 大流行期间，科罗拉多州国民警卫队和科罗拉多州巡逻队帮助工作人员测试设施。 随着 2020 年 12 月COVID-19 疫苗的问世，斯科特·谢尔曼准将被任命负责该州的疫苗分发工作。 出于安全考虑，科罗拉多州巡逻队被指派保护货物。 
作为“斯巴达之盾”行动的一部分——美国在包括叙利亚在内的中东地区的一项全面军事行动——第 157 步兵团第 1 营 A 连的大约 70 名成员成为二战以来科罗拉多州国民警卫队的第一个步兵部署。该部队于 2021 年 1 月下旬出发，加入了佛蒙特州国民警卫队的成员，与第86 步兵旅战斗队结盟。 在部署之前，“攻击连”接受了卡森堡第 4 安全部队援助旅的训练。 

## 單位

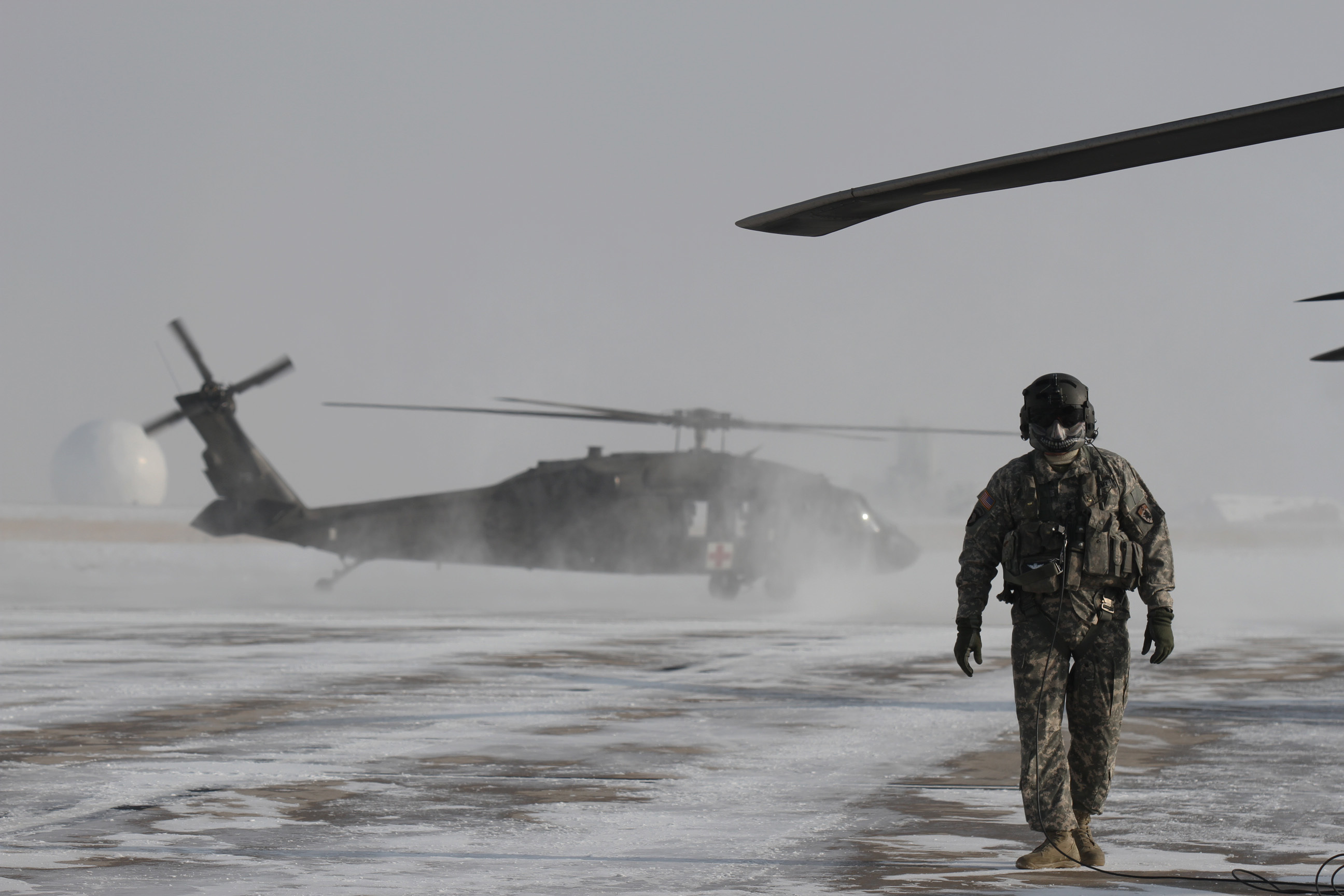
科罗拉多州陆军国民警卫队的一名乘务长在暴风雪应对演习中对一架UH-60 黑鹰直升机进行飞行前检查。

### 陸軍國民警衛隊
科罗拉多陆军国民警卫队目前由多个单位组成，包括第169 野战炮兵旅（其中第157 野战炮兵团“第一科罗拉多”是一个组成部分）、第 157 步兵团第 1 营（隶属于第10山地师）和第 117 太空支援营。美国林务局对驾驶UH-72 拉科塔斯、 UH-60 黑鹰和CH-47 支奴干直升机的科罗拉多陆军国民警卫队直升机飞行员进行了认证。 

### 空軍國民警衛隊
科罗拉多空军国民警卫队主要驻扎在奥罗拉的巴克利太空部队基地（配备F-16C/D的第 140 战斗机联队）。 以导弹防御为主的第137太空预警中队則驻扎在格里利。 

### 州國防軍
作为一个独立的单位，科罗拉多州国防军是一支在第一次和第二次世界大战期间两次动员的州国防军，当国民警卫队与陆军和空军一起部署时，它代替了科罗拉多国民警卫队。 该州的国防军目前处于非活动状态，但州政府可能随时重新启用。